# 索伊靈山
47°32′5″N 10°45′18″E / 47.53472°N 10.75500°E

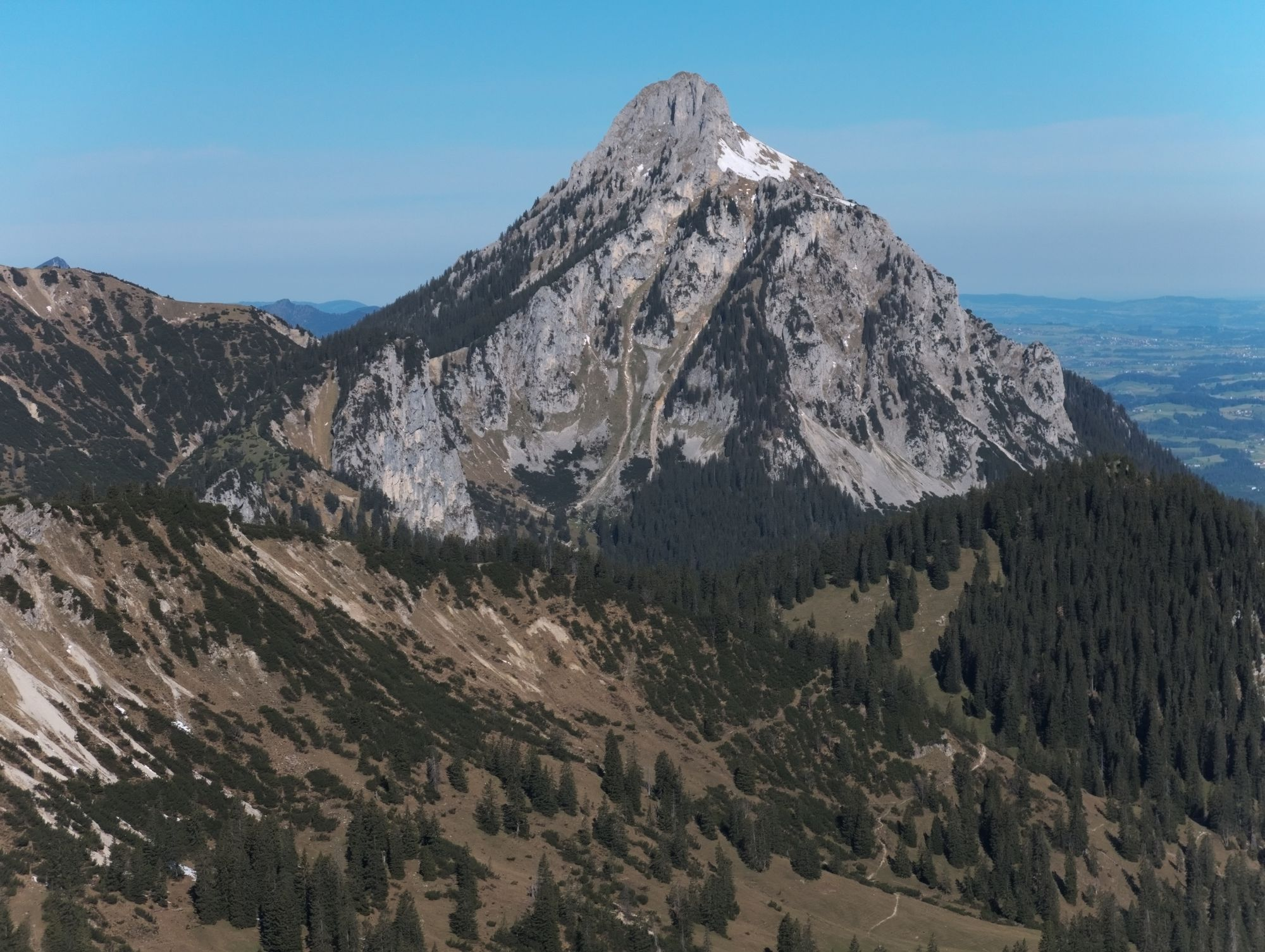

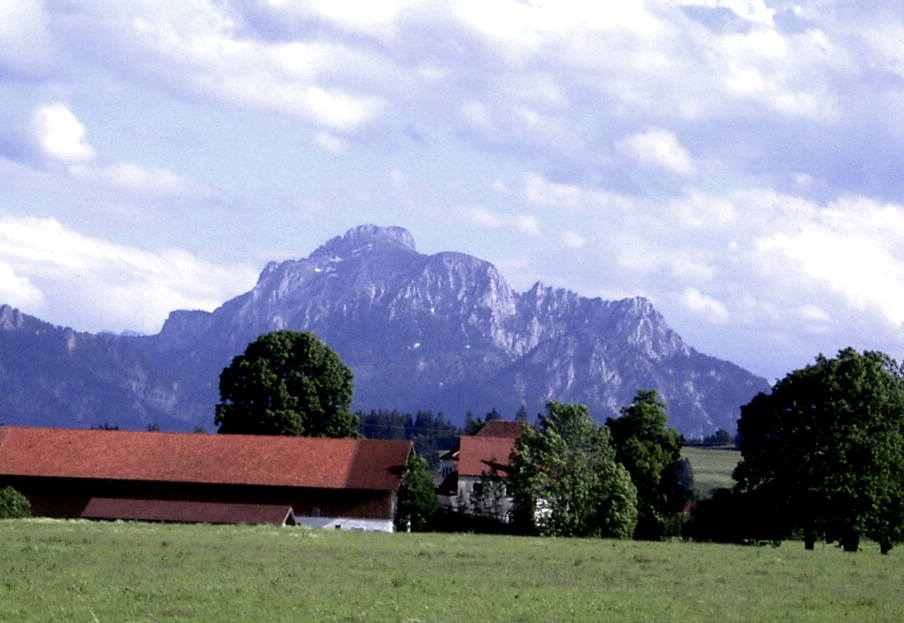

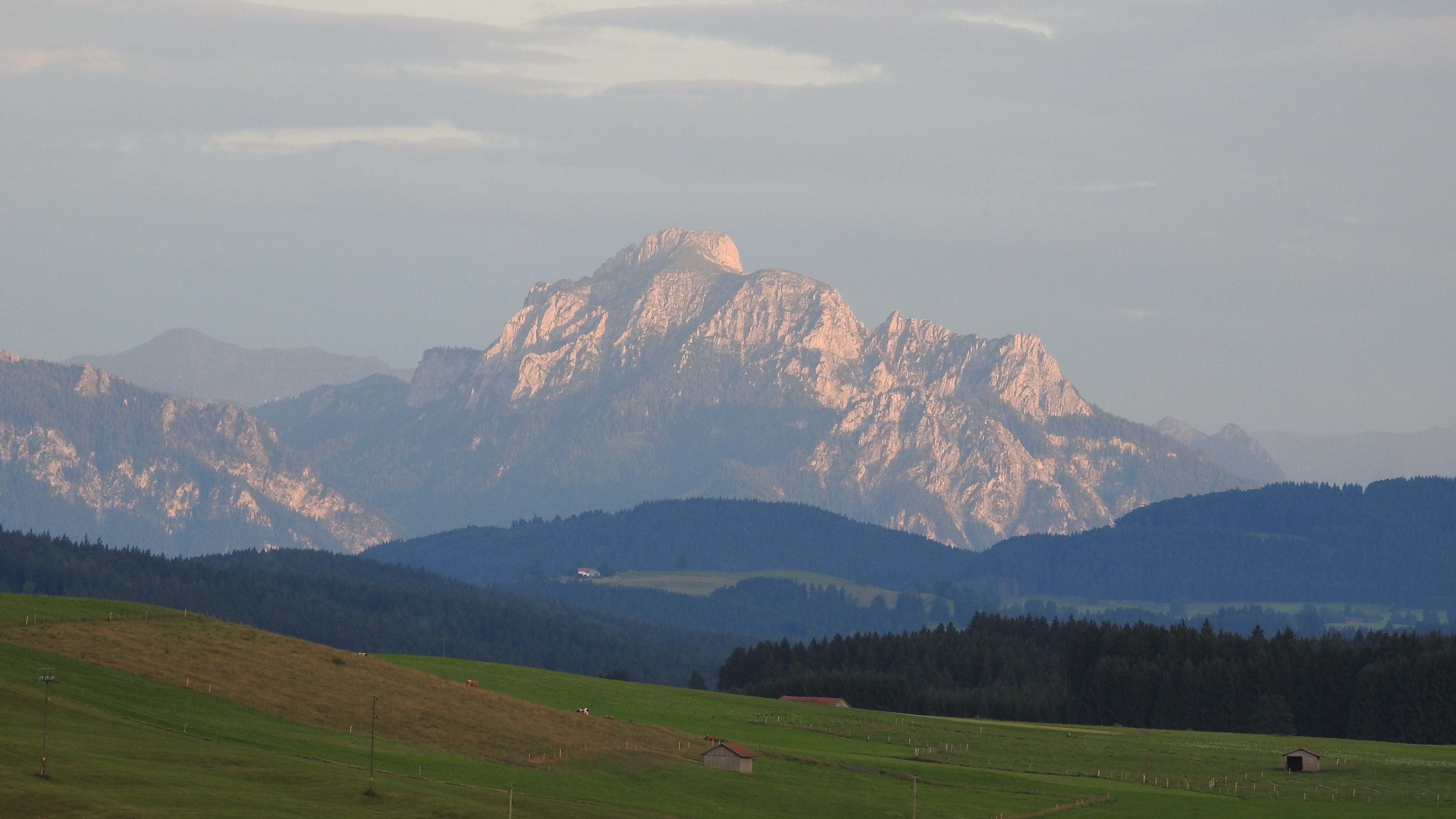

索伊靈山（德語：Säuling），是中歐的山峰，位於德國和奧地利接壤的邊境，屬於阿爾高阿爾卑斯山脈的一部分，距離霍赫普拉特山6.7公里，海拔高度2,047米，每年平均降雨量1,698毫米。